# BRT Via Livre
O BRT Via Livre, conhecido localmente como BRT é um sistema de transporte público baseado no uso de ônibus da cidade do Recife, no estado de Pernambuco, Brasil. É parte integrante do Grande Recife Consórcio de Transporte.
Inaugurado em 2014, como parte das obras de mobilidade para a Copa do Mundo de Futebol, o BRT do Recife atende diretamente a cidade do Recife, bem como as cidades de Igarassu, Abreu e Lima, Paulista, Olinda e Camaragibe, na Região Metropolitana do Recife, um total de mais de 129 mil pessoas por dia.

## História
Com mais de 4 milhões de pessoas em sua região metropolitana, a Grande Recife, possui um dos piores trânsitos do país, suas ruas sempre cheias de carros e transportes coletivos que não atendem toda a demanda de forma satisfatória são reclamações constantes entre a população recifense.
Pensadas para facilitar o deslocamento entre as cidades da Região Metropolitana do Recife, bem como de torcedores para a Arena Pernambuco durante a realização da Copa do Mundo de 2014, o BRT do Recife foi inaugurado parcialmente naquele ano, ainda que de maneira improvisada, boa parte das estações funcionaram durante o período da Copa, outras somente vieram a ser inauguradas tempos depois.

## Corredores
Este sistema é dividido em dois corredores diferentes:

### BRT Leste/Oeste
O Corredor Leste-Oeste possui 16 km de extensão com um investimento total de R$ 196 milhões. Esse sistema permite o deslocamento entre as regiões leste e centro da Região Metropolitana de Recife (RMR). Os municípios contemplados são os seguintes: Camaragibe e a capital Recife.
Esse corredor possui dois novos terminais de integração e dois já existentes que foram reformados. O número total de estações é de 18 ao longo dos 16 km de extensão. 
Já o Corredor Ramal Cidade da Copa foi contemplado com um novo terminal integrado com o sistema de metrô, mas nunca chegou a operar com o sistema BRT Via Livre. Esse corredor constituiria a continuação do Corredor Leste-Oeste e também atenderia à Cidade da Copa, onde se localiza a Arena Pernambuco. Com o investimento total de R$ 137 milhões, porém não foi entregue.
As obras dos dois corredores foram iniciadas em outubro de 2011, e ainda não foram concluídas.

### BRT Norte/Sul
O Corredor Norte-Sul possui uma extensão de 33 km e contempla os municípios de Igarassu, Abreu e Lima, Paulista, Olinda e Recife. Além desses atende o acesso a importantes polos de atração de viagens, tais como: hotéis, as estações de metrô, além de alternativas possíveis de deslocamento na rede do Sistema Estrutural Integrado (SEI).
O investimento total na construção do Corredor Norte-Sul foi de ordem de R$ 180 milhões, R$ 12 milhões foram utilizados para a construção dos terminais, sendo um terminal novo e a reforma/adaptação de outros três para operação do sistema BRT.
As obras, em andamento, tiveram início em janeiro 2012 e ainda não foram concluídas. .

## Linhas

### Corredor Norte-Sul
- 1100 – TI PE-15 (PCR)
- 1062 – TI Abreu e Lima (PCR)
- 1076 – TI Pelópidas (PCR)
- 1967 – TI Igarassu/Dantas Barreto (Sítio Histórico)

### Corredor Leste-Oeste
- 2450 – TI Camaragibe (Conde da Boa Vista)
- 2480 – TI Camaragibe/Derby
- 2490 – TI Camaragibe/TI Macaxeira
- 2437 – TI Caxangá (Conde da Boa Vista)
- 2441 – TI CDU/Conde da Boa Vista
- 2441 – TI CDU/Conde da Boa Vista - PCR
- 2043 – TI CDU/TI Joana Bezerra
- 2920 – TI CDU/TI Rio Doce
- 2442 – TI CDU/Jardim Primavera
- 2444 – TI Getúlio Vargas (Conde da Boa Vista)